# Ernestina Pérez Barahona
Ernestina Pérez Barahona, född 1865, död 1951, var en chilensk läkare. Hon blev 1887 den andra kvinnliga läkaren i Chile och Latinamerika. 
Hon tog examen vid Universidad de Chile. 